# Ariceștii Rahtivani
Ariceștii Rahtivani község és falu Prahova megyében, Munténiában, Romániában. A hozzá tartozó települések: Buda, Nedelea, Stoenești és Târgșoru Nou.

## Fekvése
A megye középső részén található, a megyeszékhelytől, Ploieștitől, tizenhét kilométerre nyugatra, a Prahova folyó és a Leaot patak mentén.

## Története
A községközpont, Ariceștii Rahtivani település, három kisebb település: Ariceștii de Jos, Ariceștii de Sus és Rahtivani egyesüléséből jött létre.
A 19. század végén és a 20. század elején a mai Ariceștii Rahtivani területén több község is létezett:
- Aricești, mely Prahova megye Filipești járásához tartozott. Nevét a területén elhelyezkedő két birtok köré szerveződött településről kapta: Ariceștii de Jos, mely az Aricescu birtokon jött létre, valamint Ariceștii de Sus, ez pedig a Cociu-Beiu udvarház körül alakult ki. 1898-ban a községnek 1158 lakosa volt, ekkor már említést tesznek egy másik tanyáról is, Stoenești-ről, mely később faluvá fejlődött.
- Nedelea települést 1793-ban pásztorok alapították a Filipească birtokon, a Prahova folyó bal partján. A 19. század végén 995 lakosa volt. A későbbiekben községi rangra emelték.
- Târgșorul Nou falut 1902-ben alapították a Târgșorul kolostor körül, és hamarosan községi rangra emelték. Hozzá csatolták a Țigănia nevű tanyát is. Az így kialakított községnek 1127 lakosa lett és Prahova megye Târgșorul járásához tartozott

1925-re Aricești felvette az Ariceștii Rahtivanu nevet, ezzel megkülönböztetve egy másik Prahova megyei Aricești településtől, mely pedig felvette az Ariceștii Zeletin elnevezést. Ekkor a község Prahova megye Târgșoru járásához tartozott, 1633 lakossal és Ariceștii de Jos, Ariceștii de Sus valamint Rahtivanu falvak alkották. Nedelea községnek 1284, Târgșorul Nou községnek pedig 1400 lakosa volt.
1950-ben közigazgatási átszervezés alapján, mindhárom község a Prahova-i régió Ploiești rajonjához került, majd 1952-ben a Ploiești régióhoz csatolták őket.
1968-ban ismét megyerendszert vezettek be az országban, Ariceștii Rahtivani község az újból létrehozott Prahova megye része lett. Ariceștii de Jos, Ariceștii de Sus valamint Rahtivanu falvakat egyesítették Ariceștii Rahtivani néven. Nedelea és Târgșoru Nou községeket ekkor szüntették meg és csatolták Ariceștii Rahtivani-hoz.
Buda falu egy viszonylag új település, mely egy vasútállomás körül jött létre Păulești község területén, majd 1968-ban őt is Ariceștii Rahtivani irányítása alá helyezték.

## Lakossága
| Nemzetiségek | 2002 | 2002   |
| ------------ | ---- | ------ |
| Románok      | 8754 | 98,20% |
| Romák        | 126  | 1,41%  |
| Magyarok     | 18   | 0,20%  |
| Törökök      | 4    | 0,04%  |
| Ukránok      | 2    | 0,02%  |
| Németek      | 2    | 0,02%  |
| Lipovánok    | 2    | 0,02%  |
| Szlovákok    | 1    | 0,01%  |
| Olaszok      | 1    | 0,01%  |
| Egyéb        | 4    | 0,04%  |
| Összesen     | 8914 | 100,0% |

## Látnivalók
- „Sfântul Voievozi” templom
- „Sfântul Ilie și Nicolae” templom - 1777-ben épült.